# Бриллиантовое колье Наполеона

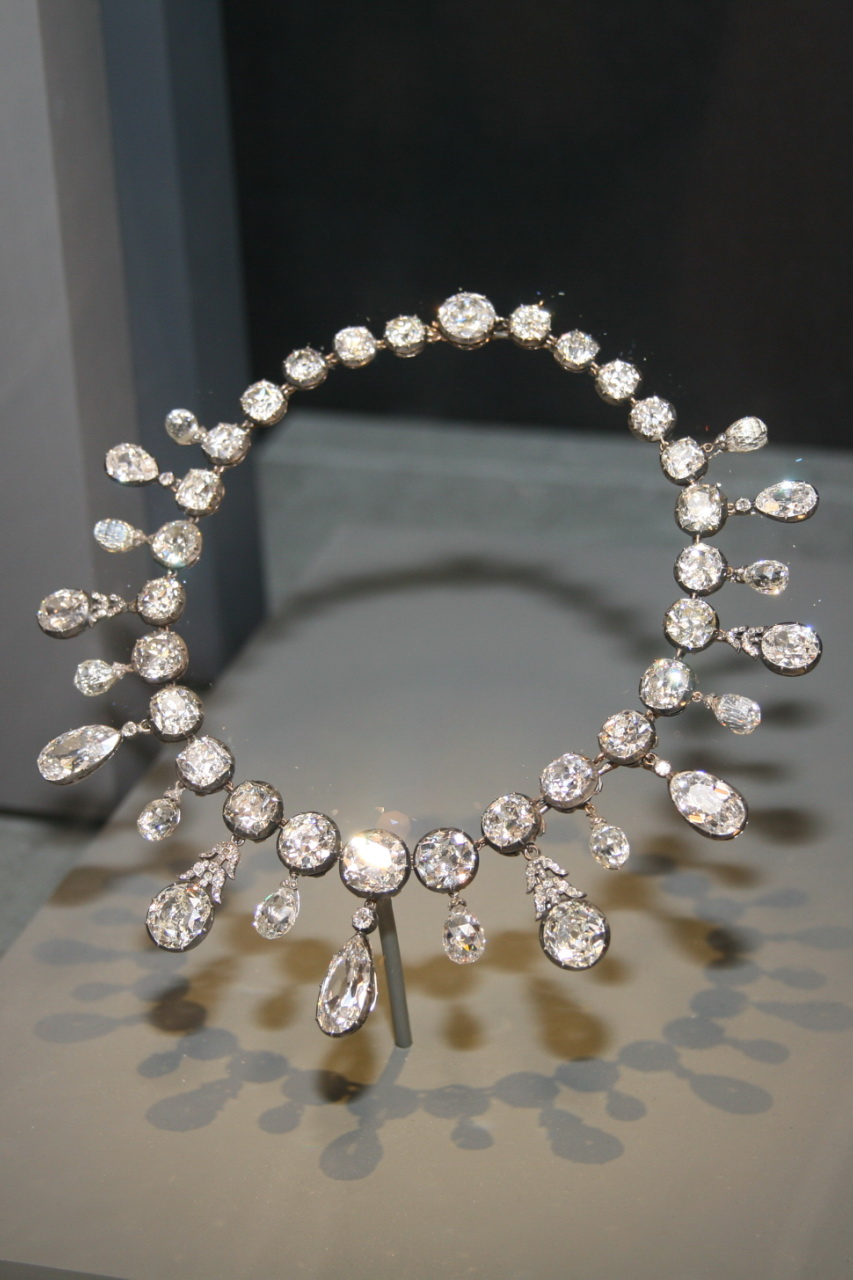
Бриллиантовое колье Наполеона, выставленное в Смитсоновском институте в Вашингтоне.

Бриллиантовое колье Наполеона — это бриллиантовое колье, изготовленное по заказу Наполеона I в 1811—1812 годах. В настоящее время оно демонстрируется в экспозиции в Смитсоновском институте в Вашингтоне, округ Колумбия, Соединенные Штаты Америки.

## Описание
Бриллиантовое колье Наполеона состоит из 234 цветных бриллиантов общим весом в 263 карата, оправленных в серебро и золото. Вес самого крупного бриллианта составляет порядка 10,4 карат. Драгоценные камни бриллиантового ожерелья Наполеона никогда не вынимались из креплений колье и поэтому не проходили профессиональную оценку гранильщиком. Инфракрасный спектроскопический анализ алмазов показал, что они в основном относятся к типу Ia. 13 из 52 самых крупных бриллиантов в колье относятся к редкой разновидности типа IIa. Ряд алмазов типа Ia показывают признаки несовершенства сульфидных кристаллов.

## История

### Мария-Луиза

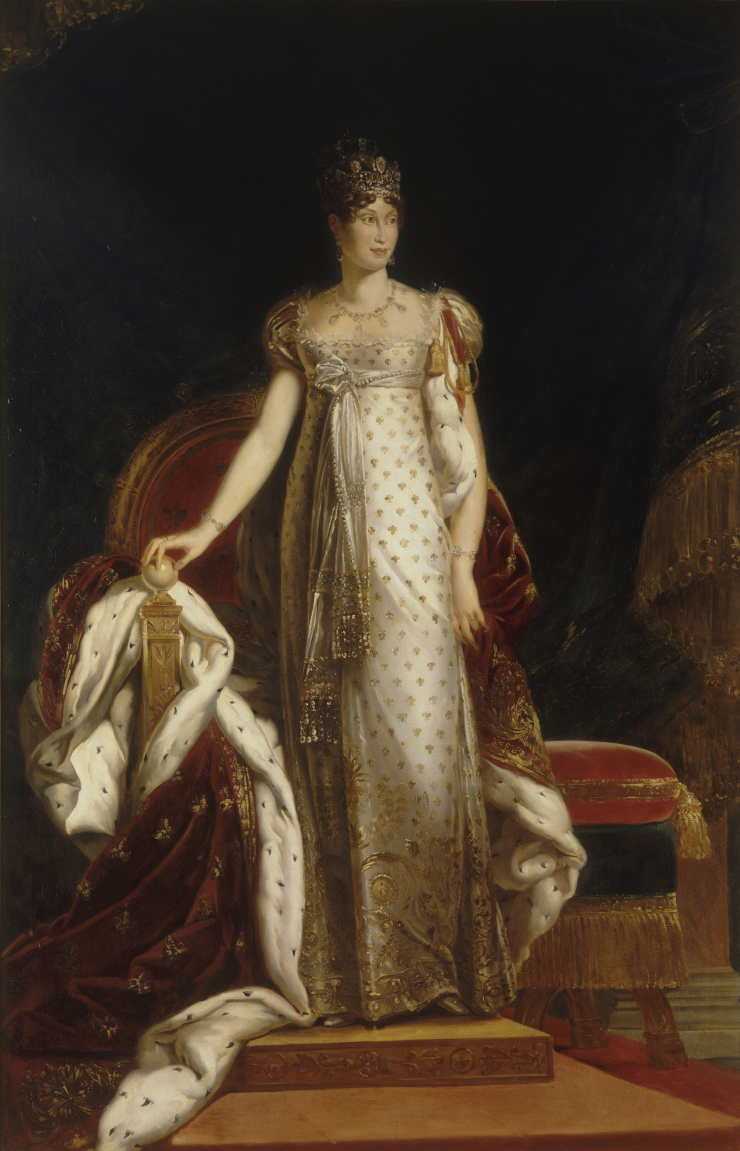
Мария-Луиза Австрийская в бриллиантовом колье Наполеона и диадеме. Портрет работы Франсуа Жерара.

В 1810 году Наполеон I развелся с императрицей Жозефиной, так как она оказалась неспособной произвести на свет наследника. Через два месяца он снова женился на эрцгерцогине Марии-Луизе Австрийской. В течение года Мария-Луиза родила сына. В июне 1811 года Наполеон I заказал бриллиантовое колье в парижской ювелирной фирме Nitot et Fils стоимостью в 376 274 французских франка — сумму, эквивалентную годовому семейному бюджету императрицы. Существует несколько портретов Марии Луизы в бриллиантовом колье Наполеона, выполненных такими художниками, как Франсуа Жерар и Джованни Баттиста Боргези. Несколько лет спустя, в 1815 году, Наполеон был сослан на остров Святой Елены. Мария-Луиза вернулась в Австрию с колье, оно принадлежало ей до самой смерти.

### Наследование и продажа
После смерти Марии Луизы в 1847 году колье перешло к её невестке, эрцгерцогине Софии Баварской, супруге брата эрцгерцога Франца Карла Австрийского. По просьбе Софии из колье извлекли два бриллианта, чтобы укоротить его. Эти бриллианты украсили пару сережек, местонахождение которых в настоящее время неизвестно. После смерти Софии в 1872 году бриллиантовое колье Наполеона было унаследовано её тремя сыновьями — эрцгерцогами Карлом Людвигом, Людвигом Виктором и Францем Иосифом, императором Австро-Венгрии. Карл Людвиг позже приобрел доли своих братьев, и после его смерти в 1896 году колье перешло его третьей жене, Марии Терезе Португальской.
В начале Великой депрессии в 1929 году Мария Тереза наняла двух человек, представившихся как «полковник Таунсенд» и «принцесса Баронти», чтобы продать колье за 450 тыс. долларов США. Понимая, что в существовавших экономических условиях получить запрашиваемую цену нереально, пара предложила заплатить 100 тыс. долларов, подписав контракт с эрцгерцогом Леопольдом Габсбургом, обнищавшим внучатым племянником Марии Терезы, чтобы подтвердить подлинность ожерелья. Сделки были заключены с ювелирами Гарри Уинстоном и Гарри Беренсоном, но в конечном итоге пара продала колье Дэвиду Мишелю из Нью-Йорка за 60 тыс. долларов, из которых пара потребовала 53 730 долларов в качестве расходов. Узнав о продаже, Мария Тереза обратилась в суд, что в конечном итоге привело к возвращению колье, заключению в тюрьму эрцгерцога Леопольда и бегству Таунсенда и Баронти от властей.
После разрешения инцидента Мария Тереза держала колье у себя до самой смерти в 1944 году. Четыре года спустя семья Габсбургов продала его французскому промышленнику Полю-Луи Вейлеру. В 1960 году Вейлер продал бриллиантовое колье Наполеона Гарри Уинстону, который считал, что историческая ценность этого украшения сделает его более ценным, чем если бы камни были отделены и перепроданы по отдельности, что было обычной практикой в то время. Таким образом, он сохранил его нетронутым, перепродав его в том же году американской бизнесвумен, Марджори Мерривезер Пост. Пост пожертвовала колье Смитсоновскому институту в 1962 году, и с тех пор оно экспонируется в Национальном музее естественной истории в Вашингтоне, округ Колумбия, Соединенные Штаты.